# 耶稣圣心圣殿 (卢加諾)
耶稣圣心圣殿（意大利语：Chiesa del Sacro Cuore）是瑞士卢加诺的一座罗马天主教、东正教教堂，建于1922-1927年。建筑师埃内亚·塔隆（Enea Tallone）和西尔维奥·索尔达蒂（1876-1937）。1952年，升格为宗座圣殿。